# Tasker Oddie

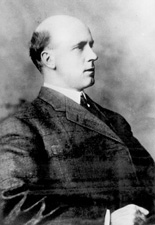
Tasker Oddie

Tasker Lowndes Oddie, född 20 oktober 1870 i Brooklyn, död 17 februari 1950 i San Francisco, var en amerikansk republikansk politiker.
Han var uppvuxen i East Orange, New Jersey. Oddie studerade juridik på kvällarna och avlade 1895 juristexamen vid New York University. Han flyttade 1898 till Nevada och blev rik efter 1900 års silverrusch som direktör för Tonopah Mining Company.
Oddie var guvernör i Nevada 1911-1915. Eftersom han var ogift, fungerade modern Ellen och Oddies systrar som värdinnor vid officiella bjudningar. I mars 1911 undertecknade han stadsrättigheterna för Las Vegas.
Han gifte sig 1918 med Daisy Randal Mackeigan. Han var ledamot av USA:s senat från Nevada 1921-1933. Han kandiderade till en tredje mandatperiod i senaten, men förlorade mot demokraten Pat McCarran.